# L'Esprit du chaos
L'Esprit du chaos (titre original : Chaos Spirit) est un roman de fantasy écrit en par l'auteur britannique David Gemmel, paru en 1991 en Angleterre et en 2002 en France. Ce roman est le quatrième et dernier volume du cycle Le Lion de Macédoine.